# Rhynchostegium glaucovirescens
Rhynchostegium glaucovirescens är en bladmossart som beskrevs av Kindberg 1888. Rhynchostegium glaucovirescens ingår i släktet näbbmossor, och familjen Brachytheciaceae. Inga underarter finns listade i Catalogue of Life.